# Partidul Național Liberal-Convenția Democrată
Partidul Național Liberal-Convenția Democrată (PNL-CD) a fost un partid politic român, activ între anii 1991-1998.
În 1991, acesta s-a separat de Partidul Național Liberal (PNL) condus atunci de Radu Câmpeanu, iar în 1993 o grupare desprinsă din PNL-CD a fuzionat cu Partidul Național Liberal-Aripa Tânără (PNL-AT) formând Partidul Liberal 1993 (PL '93).
În 1996, o altă grupare desprinsă din PNL-CD se reintegrează în Partidul Național Liberal (PNL). La data de 14 iunie 1997, partidul în frunte cu președintele său, Niculae Cerveni, cu excepția unei grupări, fuzionează cu Partidul Liberal 1993 (PL '93), formând Partidul Liberal (PL).
Ultima grupare, care activa sub numele PNL-CD, se înscrie în Partidul Național Liberal-Câmpeanu (PNL-C) în anul 2002.